# Zoaga (département)
Pour les articles homonymes, voir Zoaga.
Cet article concerne le département et la commune rurale. Pour le village chef-lieu, voir Zoaga (Zoaga).
Zoaga est un département et une commune rurale de la province du Boulgou, situé dans la région du Centre-Est au Burkina Faso.

## Géographie

### Démographie
En 2006, le département comptait 10 812 habitants.

### Villages
Le département et la commune de Zoaga est composé administrativement de quatorze villages, dont le village chef-lieu homonyme (données de population actualisées du recensement général de 2006 :
- Bingo (1 010 habitants)
- Bougré Dé Zoaga (ou Bougré de Zoaga) (1 512 habitants)
- Bourma Dé Zoaga (ou Bourma de Zoaga) (638 habitants)
- Dawega (418 habitants)
- Koukoadoré (434 habitants)
- Mong-Naba (787 habitants)
- Pakoungou (1 186 habitants)
- Pargou (1 245 habitants)
- Tabissi (140 habitants)
- Zamé (889 habitants)
- Zerboko (336 habitants)
- Zoaga (1 666 habitants), chef-lieu
- Zoaga-Peulh (249 habitants)
- Zoaga-Yarcé (302 habitants)